# Bosco Sport

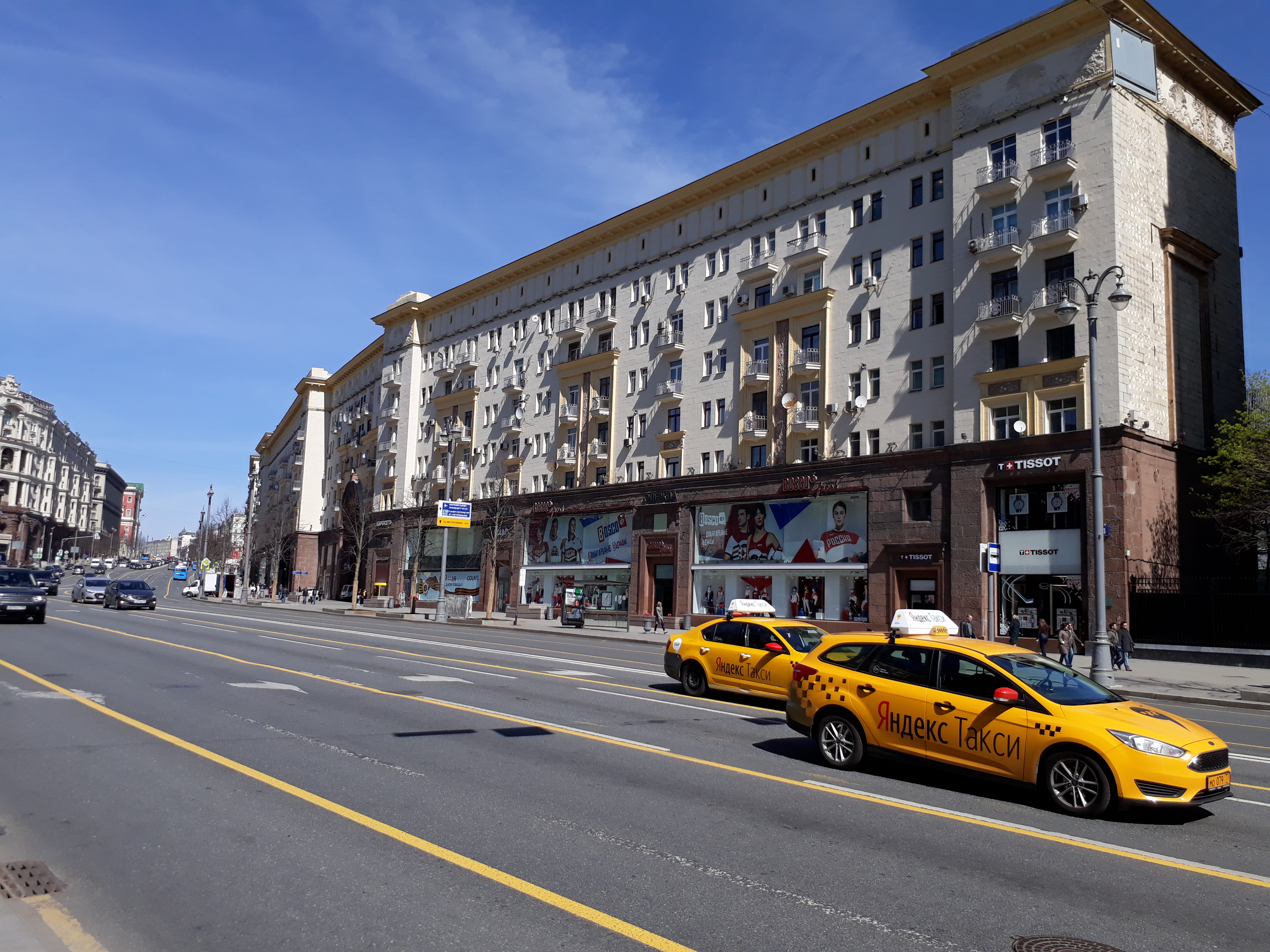
Здание фирменного магазина Bosco на Тверской улице в Москве

Bosco Sport («Боско Спорт») — спортивная линия торговой марки BOSCO, входящей в группу компаний Bosco di Ciliegi.
Линия Bosco Sport возникла в 2001 году и очень быстро стал самым известным российским брендом, получившим в 2004 году Brand New Awards на Всемирной выставке товаров спортивных производителей ISPO. Главная особенность дизайна одежды Bosco Sport — использование цветов национального флага РФ, а также национальной идентичности и фольклора. Среди них — узор «Жар-Птица» и лоскутное одеяло. В одежде также присутствует российский герб и олимпийская символика (до 2017 года).
С 2002 по 2017 годы бренд BOSCO является генеральным партнером Олимпийского комитета, и одежда линии Bosco Sport становится официальной экипировкой олимпийской команды России. Тогда же в Москве открываются экипировочные центры Bosco Sport. В одежде BOSCO российские спортсмены выступали на восьми Олимпиадах: Солт-Лейк-Сити (2002), Афины (2004), Турин (2006), Пекин (2008), Ванкувер (2010), Лондон (2012), Сочи (2014), Рио-де-Жанейро (2016). В качестве талисмана команды РФ на Олимпийский Играх был выбран Чебурашка, литературный и мультипликационный герой, придуманный Эдуардом Успенским и экранизированный Романом Качановым.
В 2009 года Bosco Sport становится официальным экипировщиком олимпийской сборной Украины и выпускает олимпийскую коллекцию с использованием национальных цветов Украины — синего и жёлтого . На Олимпиаде в Ванкувере украинские спортсмены выступали в форме Bosco Sport. С октября 2009 года бренд BOSCO становится Генеральным партнером зимних Олимпийских и Паралимпийских игр 2014 года в городе Сочи. C 2018 года форма для Олимпийской сборной России представлена брендом Zasport.
Магазины Bosco Sport открыты в Москве, Санкт-Петербурге, Самаре, Сочи, и других городах России.

## Украинский бойкот
Вследствие бойкота российских товаров на территории Украины в 2014 году, продажи российских магазинов одежды в стране сократились на 70 %. На фоне этих данных, о закрытии своих магазинов огласили несколько торговых сетей, среди которых и Bosco Sport.